# Leiocassis longibarbus
Leiocassis longibarbus är en fiskart som beskrevs av Cui, 1990. Leiocassis longibarbus ingår i släktet Leiocassis och familjen Bagridae. Inga underarter finns listade i Catalogue of Life.